# 罗东 (央视)
罗东（1918年—1998年）江苏无锡人，北京电视试验台筹备处主任，北京电视台（中国中央电视台前身）主任。

## 生平
罗东毕业于陕北公学。抗日战争时期，历任晋察冀军区抗敌剧社副社长、中共平山县委宣传部部长、中共中央北方分局文委委员等职务。1945年8月起，历任《冀晋日报》副总编辑、《鄂豫报》社社长等职。1949年5月，参与接管国民党武汉广播电台，后来任武汉新华广播电台台长兼总编辑。1957年调任中央广播事业局编委。
1957年8月17日，中央广播事业局决定成立“北京电视试验台筹备处”，任命罗东为主任，孟启予、胡旭为副主任。1957年12月，中央广播事业局派罗东、孟启予等人到苏联和民主德国考察。1958年3月自欧洲刚回国，罗东便宣布北京电视台要在1958年5月1日开播。1959年10月10日，中央正式任命罗东为“北京电视台”（对内继续称“电视部”）主任，孟启予、胡旭为副主任。罗东行政级别为处长，因“北京电视台”当时是隶属于中央人民广播电台的处级部门。
1960年9月15日，中央广播事业局党组任命孟启予为局党组成员，并任北京电视台“副台长”，负责北京电视台的全面工作。罗东则被调到中国国际广播电台任副台长。后来，罗东任中央广播事业局总编室主任。
1998年，罗东病逝，享年80岁。